# Iliana Rupert
Iliana Rupert (Sèvres, 12 luglio 2001) è una cestista francese.
È la figlia di Thierry Rupert, che era ala grande della nazionale francese; nonché sorella di Rayan, anch'egli cestista professionista.

## Carriera
È stata selezionata dalle Las Vegas Aces al primo giro del Draft WNBA 2021 (12ª scelta assoluta).
Con la Francia ha disputato i Giochi olimpici di Tokyo 2020, i Campionati mondiali del 2022 e due edizioni dei Campionati europei (2019, 2021).

## Palmarès
- Campionato WNBA: 1

Las Vegas Aces: 2022